# Johann Christian Friedrich Finelius
Johann Christian Friedrich Finelius (* 5. Januar 1787 in Greifswald; † 22. Dezember 1846 ebenda) war ein deutscher lutherischer Theologe.

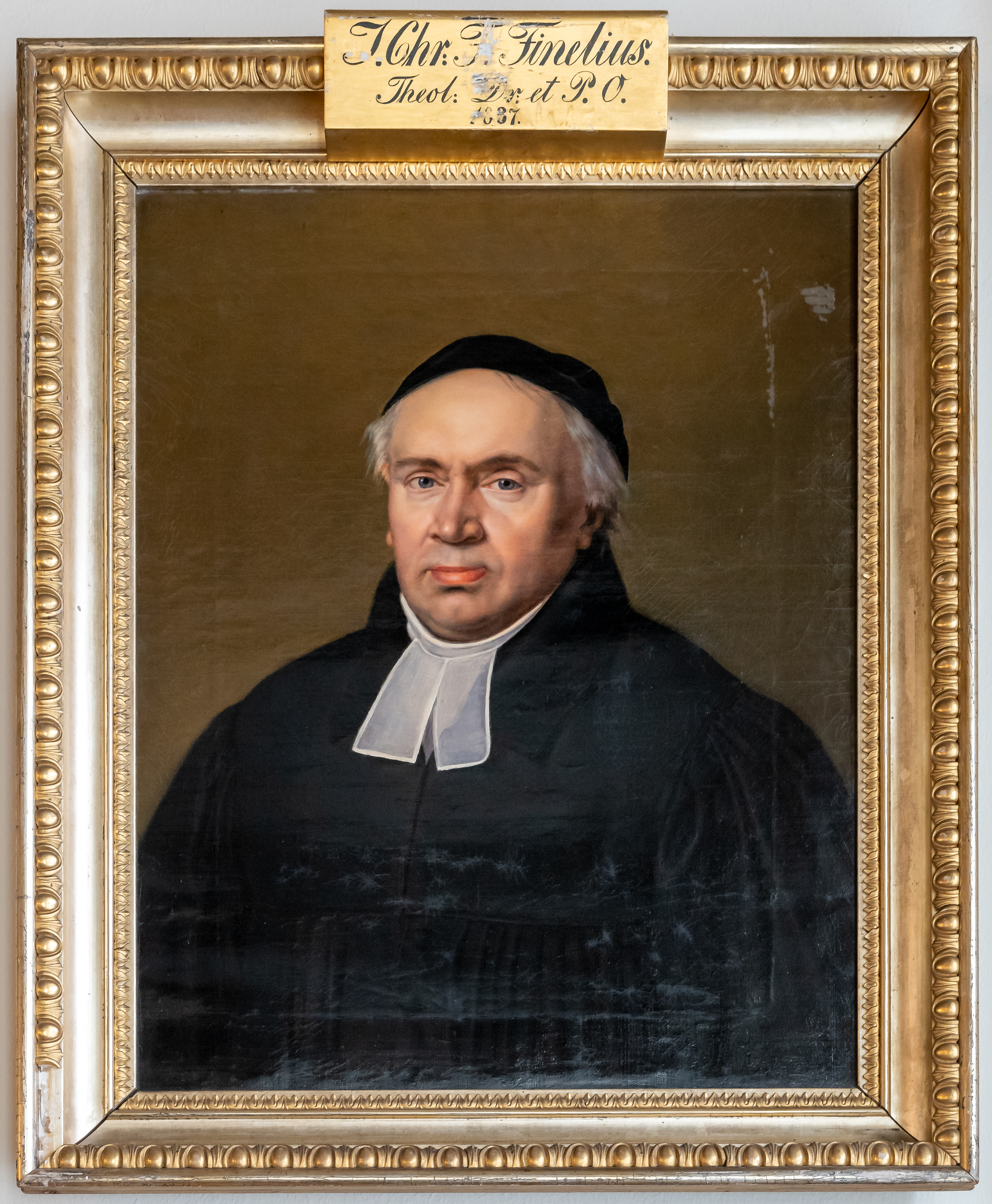
Johann Christian Friedrich Finelius im Jahre 1837

## Leben
Der Sohn des Greifswalder Kantors und Musikdirektors Johann Jacob Finelius besuchte die Greifswalder Stadtschule und studierte von 1804 bis 1810 an der Universität Greifswald Theologie. 1811 wurde er Diakon am Dom St. Nikolai und zum Doktor der Philosophie promoviert. Er habilitierte sich 1814 als Privatdozent. 1818 wurde er Adjunkt an der theologischen Fakultät. 1822 wurde er zum außerordentlichen, 1829 zum ordentlichen Professor der Theologie ernannt und war Vorsteher des theologisch-praktischen Instituts für Homiletik und Katechetik. 1824 wurde er zum Pastor an St.-Nikolai und 1837 zum Superintendenten von Greifswald ernannt. 1842 erhielt er den Roten Adlerorden 4. Klasse.
Finelius war ein Vertreter des älteren Rationalismus nach Heinrich Eberhard Gottlob Paulus. Er verfasste mehrere Schriften zu dieser Thematik, von denen „Von dem fortwährenden Gebrauch der Bibel in Familien, Kirchen und Schulen zur Beförderung und Erhaltung der Religion und Sittlichkeit“ 1810 in Göttingen preisgekrönt wurde.
Sein künstlerisches Talent als Zeichner wurde während seiner Studienzeit durch Johann Gottfried Quistorp geschult. Finelius fertigte vor allem Porträts. Er war mit Caspar David Friedrich und dessen Familie befreundet. Weiterhin schrieb er Gedichte, die in verschiedenen Zeitschriften veröffentlicht wurden.
Sein Sohn Hermann Karl Friedrich (1819–1849) studierte Medizin, schrieb Gedichte, starb jedoch früh. Die Tochter Luise (1813–1859) heiratete den Juristen und Politiker Gustav von Hagenow.

## Schriften (Auswahl)
- Von dem fortwährenden Gebrauch der Bibel in Familien, Kirchen und Schulen zur Beförderung und Erhaltung der Religion und Sittlichkeit. Eine Predigt, welcher von der theologischen Facultät zu Göttingen am 15. November 1810 der Preis zuerkannt ist. Deuerlich, Göttingen 1810.
- Probestücke aus dem theologisch-practischen Institute auf der Universitaet Greifswald nebst einer Nachricht von dessen Einrichtung und einer Abhandlung über die Critik homiletischer Seminar-Arbeiten. Mauritius, Greifswald 1822.
- Der Kanzlerberuf. Reden im theologisch-praktischen Institute auf der Königl. Universität Greifswald gehalten. Mauritius, Greifswald 1829.

## Malereien von Finelius

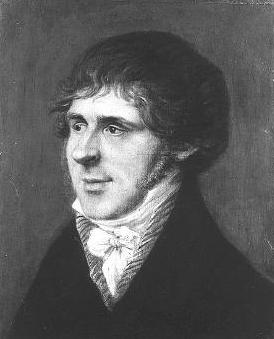
Christian Friedrich (1779–1843), Sammlung Alte Nationalgalerie
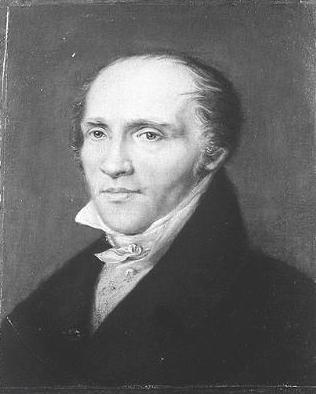
Johann Christian Friedrich (1787–1846), Sammlung Alte Nationalgalerie